# Municipio de Cicero (Indiana)
El municipio de Cicero (en inglés: Cicero Township) es un municipio ubicado en el condado de Tipton en el estado estadounidense de Indiana. En el año 2010 tenía una población de 8086 habitantes y una densidad poblacional de 46,25 personas por km².

## Geografía
El municipio de Cicero se encuentra ubicado en las coordenadas 40°16′26″N 86°2′48″O / 40.27389, -86.04667. Según la Oficina del Censo de los Estados Unidos, el municipio tiene una superficie total de 174.83 km², de la cual 174.83 km² corresponden a tierra firme y (0%) 0 km² es agua.

## Demografía
Según el censo de 2010, había 8086 personas residiendo en el municipio de Cicero. La densidad de población era de 46,25 hab./km². De los 8086 habitantes, el municipio de Cicero estaba compuesto por el 97.59% blancos, el 0.15% eran afroamericanos, el 0.16% eran amerindios, el 0.38% eran asiáticos, el 0.02% eran isleños del Pacífico, el 0.51% eran de otras razas y el 1.19% pertenecían a dos o más razas. Del total de la población el 2.05% eran hispanos o latinos de cualquier raza.